# Abraham ben Moses ben Maimon

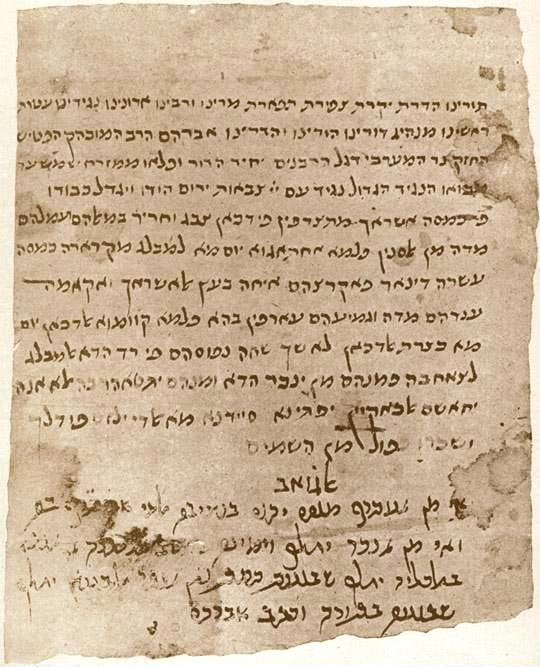
Brief des Abraham ben Moses ben Maimon, Beginn 13. Jahrhundert, aufgefunden in der Geniza in Kairo.

Abraham ben Moses ben Maimon bzw. Abraham Maimonides (hebräisch אברהם בן הרמב"ם; geb. 13. Juni 1186 in Fustat, Ägypten; gest. 7. Dezember 1237 ebenda), der einzige Sohn von Maimonides, war ein ägyptisch-jüdischer Theologe, Exeget, Mystiker und Arzt. Nach dem Tode seines Vaters wurde er zu dessen Nachfolger als Anführer der jüdischen Gemeinde Ägyptens.

## Leben und Wirken
Vor der Entdeckung der Kairoer Geniza gegen Ende des 19. Jahrhunderts war über das Leben des einzigen Sohnes von Maimonides kaum etwas bekannt. Abraham wurde an einem Freitagabend, den 28. Siwan 4946 nach jüdischer Zeitrechnung in Fustat, einem heutigen Vorort von Kairo, geboren. Seine Mutter, die zweite Frau von Maimonides, war die Schwester von Ibn Almali, einem königlichen Sekretär, der selbst Maimonides’ einzige Schwester geheiratet hatte. Sein Vater schildert seinen Sohn in einem Brief als sanftmütigen Charakter, begabt mit scharfsinniger Intelligenz und einem freundlichen Wesen. Von Kindheit an wurde er von Maimonides in rabbinischen Studien, möglicherweise auch in Philosophie und Medizin, ausgebildet und durfte bei seinen Audienzen anwesend sein. Im Alter von 18 Jahren übernahm er nach dem Tode seines Vaters dessen Ämter, wurde jedoch erst 1213 zum Nagid (Anführer) der jüdischen Gemeinde Ägyptens ernannt. Während fast zweihundert Jahren wurde dieses Amt unter seinen Nachkommen vererbt. Nach seiner Ernennung entbrannte unter den ägyptischen Juden eine Kontroverse über die Frage, ob sein Name in öffentlichen Gebeten zu erwähnen sei. Als Vertreter der jüdischen Gemeinde bei den ayyubidischen Herrschern genoss er persönliche Beziehungen zu muslimischen Behörden und Gelehrten, besonders als Leibarzt des Sultans al-Malik al-Kamil, des Neffen Saladins. Zu seinen Bekanntschaften gehörte der arabische Arzt Ibn Abī Usaibiʿa, der ihn in einem Nachruf als ausgezeichneten Arzt im Dienste des Sultans und Gelehrten von angenehmen Manieren beschreibt. Obwohl Abraham Maimonides die Unvereinbarkeit von politischen Ämtern und geistiger Vervollkommnung erkannte, widmete er sich seiner politischen Berufung, um dem religiösen Niedergang entgegenzuwirken. Er starb am 18. Kislew des jüdischen Jahres 4998.
Sein Hauptwerk, das Kompendium der Diener Gottes (arabisch Kifāyat al-ʿābidīn, hebräisch Ha-Maspik le-Ovdei ha-Schem), ursprünglich in zehn Bänden, wurde um 1232 fertig erstellt und ist nur teilweise erhalten. Es ist auf Arabisch geschrieben und fand von der Provence bis in den Orient eine Leserschaft, hier bis ins 18. Jahrhundert. Das Werk beruht auf Mischne Tora, gleichfalls Hauptwerk seines Vaters und wie dieses eine Sammlung halachischer Gesetze, ist jedoch gleichzeitig von al-Ghazālīs ethischer Abhandlung Iḥyāʾ ʿulūm ad-dīn („Die Wiederbelebung der religiösen Wissenschaften“) beeinflusst. Abraham Maimonides bewunderte öffentlich die muslimischen Sufis und führte ihre Praktiken letztlich auf alten israelitischen Brauch zurück. Er verglich die einfache Bekleidung der Propheten Israels mit dem wollenen Flickenmantel (Chirqa) der Sufis, den der Prophet Elija gemäß der biblischen Beschreibung seinem Schüler und Nachfolger Elischa hinterlässt (2 Kön 2,13 ). Zu den wichtigsten Aspekten des Sufi-Weges gehört jedoch die geistige Führung durch einen erfahrenen Lehrer und Meister, den Scheich. Dies bringt Abraham mit der Aussage Mache dir einen Lehrer aus den Sprüchen der Väter in Zusammenhang. In seinen hebräisch geschriebenen, nach 1235 entstandenen Milchamot ha-Schem („Kriege des Herrn“) verteidigt er die Eschatologie seines Vaters. Dieses Werk ist speziell gegen die Kritik der provenzalischen Rabbiner gerichtet, denen er im Maimonidesstreit einen heidnischen Anthropomorphismus unter Einfluss der dortigen christlichen Umgebung vorwarf. Sein Kommentar zum Buch Genesis und Exodus wurde auf Arabisch geschrieben und erschien erst 1958 mit einer Übersetzung in modernem Hebräisch. Als Vorsitzender des Rabbinatsgerichts in Kairo erhielt er Anfragen rechtlicher Art von weit entfernten Gemeinden wie im Jemen, in Byzanz und der Provence. Von besonderem Interesse sind hierbei seine Äußerungen anlässlich der Verbrennung des Führers der Unschlüssigen.
Abraham Maimonides begründete im orientalischen Judentum einen pietistischen Zirkel nach dem Vorbild des Sufismus (Chasside Mizrajim), der jedoch nach einiger Zeit in Vergessenheit geriet, obwohl einige seiner mystischen Elemente in die entstehende kabbalistische Bewegung aufgenommen wurden.